# Reazione PAS

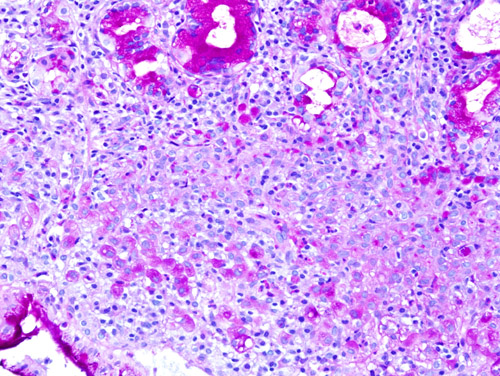
Carcinoma gastrico. Colorazione PAS

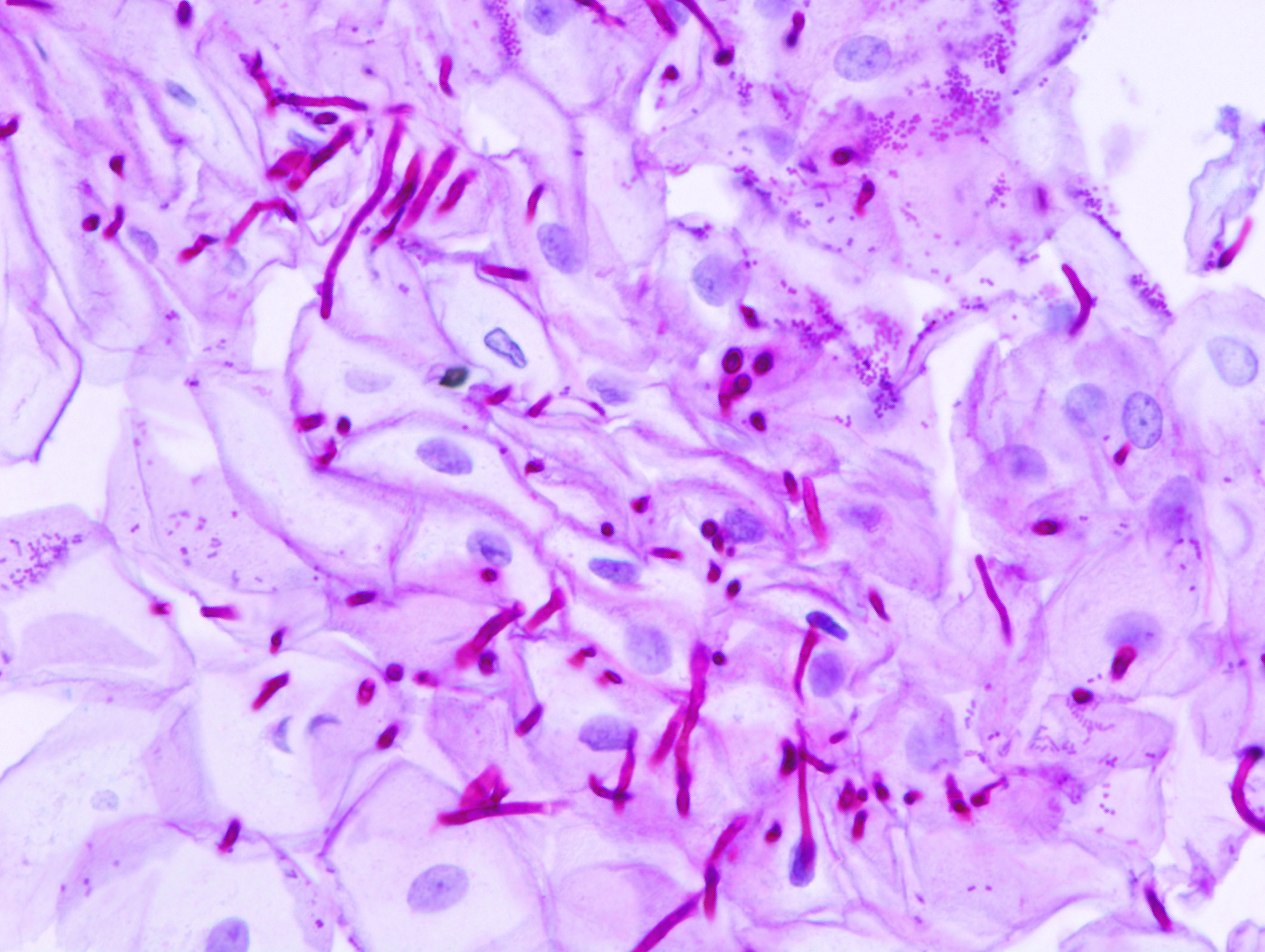
Candidiasi esofagea. Colorazione PAS

La reazione PAS (acido periodico - reattivo di Schiff) è una reazione istochimica, che evidenzia, colorandoli in rosso magenta, componenti tissutali contraddistinti da gruppi glicolici o aminoidrossilici adiacenti.
I componenti maggiormente evidenziati da questa tecnica sono quelli glucidici del glicocalice, della membrana basale, della mucina e dell'eparina.
Tuttavia alcuni glucidi (in particolare alcuni GAG acidi o solforati) non vengono evidenziati, poiché la presenza di gruppi carbossilici o solforici può bloccare la reattività dei gruppi glicolici nella reazione PAS (per evidenziare questi composti è in genere utilizzato l'Alcian blu al posto della reazione PAS).

## Principio
L'acido periodico ossida selettivamente il legame1,2-glicolico ed i gruppi: aminico primario (o 1-idrossi-2-aminico); aminico secondario o (1-idrossi-2-alchilaminico); 1-idrossi-2-chetonico. Durante il processo vengono inoltre ossidati alcuni derivati metossilici e alfa-chetonici, che però non vengono trasformati in gruppi aldeidici. La scelta dell'acido periodico è dovuta inoltre al fatto che esso non fa proseguire l'ossidazione a gruppo carbossilico dei gruppi ossidrilici, ma blocca l'ossidazione a livello di aldeide.
Durante questa ossidazione avviene anche la rottura del legame tra gli atomi di carbonio situati in posizione 1,2 con conseguente formazione di gruppi aldeidici strettamente contigui.
Il reattivo di Schiff (costituito da fucsina basica solforata, nota anche come fucsina bianca o leucofucsina e da acido bis-N-aminosolfonico) reagisce con due gruppi aldeidici strettamente contigui (10-11 Angstrom), formando quella che è una leucobase di Schiff (lo stesso principio è utilizzato dalla reazione di Feulgen).
Le leucobasi di Schiff così formate mostrano un colore magenta intenso, a differenza del reattivo di Schiff che era incolore (la fucsina basica in seguito alla solforazione perde il suo colore).